# Gutenberg Főiskola
A Gutenberg Főiskola az Amerikai Egyesült Államok Oregon államának Eugene városában működő, 1994-ben alapított magánintézmény.
Az intézmény székhelye a Lawrence, Holford, Allyn and Bean által tervezett, 1927-ben megnyílt Jakab-stílusú épület, amely korábban az Oregoni Egyetem diákszövetségének adott otthont.

## Akkreditáció
A Gutenberg Főiskola Oregon állam által akkreditált bölcsészettudományi felsőoktatási intézmény.
Az Oktatási Minisztérium által regisztrált Keresztény Főiskolák és Intézetek Transznacionális Szövetsége 2009. november 3-án akkreditálta; státuszát 2014. október 21-én megerősítették. Mivel nem folyamodik szövetségi támogatásokért, nem vonatkoznak rá a diszkriminációellenes szabályok, és a campuson történt bűncselekményeket sem szükséges jelentenie.

## Fordítás
- Ez a szócikk részben vagy egészben  a   Gutenberg College című angol Wikipédia-szócikk ezen változatának fordításán alapul.  Az eredeti cikk szerkesztőit annak laptörténete sorolja fel. Ez a jelzés csupán a megfogalmazás eredetét és a szerzői jogokat jelzi, nem szolgál a cikkben szereplő információk forrásmegjelöléseként.